# Yle TV2
Yle TV2 è un canale televisivo finlandese edito dalla radiotelevisione nazionale Yleisradio (Yle). È stato lanciato nel 1965 sostituendo la precedente rete TES-TV (Tesvisio). Con Yle TV1, è uno dei due canali televisivi principali di Yle.
Attualmente trasmette circa 4 200 ore di programmi all'anno, tra cui fiction, programmi per bambini e ragazzi, musica e un gran numero di programmi sportivi che sono i più visti. Esso viene chiamato comunemente Kakkonen (in italiano: Numero due).

## Storia
Il secondo canale, TV-ohjelma 2, fu creato quando Yleisradio acquistò Tesvisio nel 1964, incapace di competere con Suomen Televisio per i telespettatori o con Mainostelevisio per gli introiti pubblicitari, e in via di fallimento. Poche settimane dopo, Yle acquistò anche Tamvisio a Tampere. L'operazione, considerata eccessivamente costosa, indebolì le finanze di Yle per molto tempo a venire. La Finlandia fu la prima tra i Paesi nordici ad avere un secondo canale televisivo, mentre, in Svezia, SVT2 (allora TV2) venne lanciato solo quattro anni dopo, nel dicembre 1969. In Norvegia e Danimarca rimase un solo canale fino alla metà degli anni '80 e '90. La portata di TV-ohjelma 2 si estese gradualmente in tutta la Finlandia, e solo alla fine degli anni '80 il canale raggiunse l'intera popolazione finlandese.

### 1964-1975: operatività a Tampere, gestione del Partito di Coalizione Nazionale
TV-ohjelma 2 fu inizialmente diretta dal docente Helge Miettunen, che era favorevole a localizzare le operazioni del canale a Helsinki. Tuttavia, per ragioni di politica regionale, il Consiglio di amministrazione di Yle decise di collocare l'emittente a Tampere. In termini di politica partitica, TV-ohjelma 2 era inizialmente sotto il controllo del Partito di Coalizione Nazionale, le cui alternative per la gestione del canale erano la personalità radiotelevisiva Niilo Tarvajärvi e il regista e scenografo Hannu Leminen, poi eletto. Il canale registrava una perdita di dieci milioni di marchi all'anno e nel 1967, il direttore generale di Yle, Eino S. Repo, propose di separare le unità di produzione dei due canali televisivi. Il futuro del canale rimase incerto fino al 1969, quando, dopo la minaccia di chiusura, il consiglio di amministrazione di Yle decise finalmente di espandere la rete di trasmissione del canale.
All'inizio della sua attività, nel 1965, TV-ohjelma 2 era presente solo nella Finlandia meridionale e copriva il 34% del territorio finlandese. TV2 iniziò a trasmettere a Lahti nel 1966. Le trasmissioni da Jyväskylä e Sippola iniziarono nel 1970, quando la rete copriva circa la metà della Finlandia. Nell'autunno del 1981, TV-ohjelma 2 iniziò a trasmettere attraverso la nuova stazione trasmittente di Taivalkoski nei comuni di Taivalkoski, Pudasjärvi, Puolanka e Suomussalmi, coprendo l'87% del Paese. Nel 1987 sono state aggiunte altre stazioni a Rukatunturi, Pori, Värtsilä, Ähtäri, Tammisaari, Tervola e Ylläs, dando al canale una copertura di quasi tutta la superficie della Finlandia.
Con l'espansione dell'area di copertura di TV-ohjelma 2, Hannu Leminen cercò di sviluppare la produzione di notiziari regionali del canale insieme alle redazioni regionali di Oulu, Vaasa, Turku e Jyväskylä, ma con scarso successo. A metà degli anni '70, la reputazione della rete si basava in gran parte sulla forte produzione di documentari girati in pellicola, che ottenevano premi anche all'estero. Alla fine del secondo mandato quinquennale di Leminen, il Centro radiotelevisivo di Tampere fu ultimato a sud del lago Tohloppi. Era dotato di attrezzature da studio all'avanguardia, consentendo a TV-ohjelma 2 di utilizzare pienamente la tecnologia televisiva a colori.

### 1975-1979: gestione del Partito di Centro Finlandese
Nella corsa alla successione di Leminen, il candidato socialdemocratico del primo ministro Kalevi Sorsa, lo scrittore Pentti Holappa perse contro Pertti Paloheimo del Partito di Centro Finlandese, che rimase in carica solo per un anno. Il successore di Paloheimo, Eero Härkönen, un centrista ex capo del dipartimento documentari, ha poi diretto il canale dal 1976 al 1979.
Gli appuntamenti più significativi della programmazione stabilita da Eero Härkönen furono la sitcom Tankki täyteen, che ricevette molte repliche, e la serie di documentari drammatici Sodan ja rauhan miehet di Matti Tapio, pianificata fin dall'inizio del decennio, ma la cui produzione fu frenata da cautele che riguardavano la politica estera. Tuttavia, Härkönen trovò la sua posizione così difficile che si dimise da capo nel 1979.
Negli anni '70, TV2 rappresentava circa il 38% del tempo di trasmissione di Yle, TV1 il 62%. Il secondo canale aveva una quota di ascolti superiore a quella del primo, circa l'88% ogni anno, tranne nel 1978, quando aveva solo l'82%. Nell'estate del 1978, TV2 fu completamente chiusa dal 26 giugno al 30 luglio 1978. Durante questo periodo, TV2 era responsabile della programmazione delle serate del martedì e del giovedì di TV1. TV2 era stato chiuso anche tutte le estati precedenti tra il 1965 e il 1973, quando TV2 trasmetteva su TV1 tre sere a settimana. Nell'estate del 1979, TV2 non trasmise il lunedì, ma negli altri giorni rimase aperto per tutta l'estate.
A Eero Härkönen successe Tapio Siikala, caporedattore di Pohjolan Sanomat, che guidò il secondo canale dal 1979 al 1989. Siikala divenne noto, tra l'altro, per aver accantonato e censurato programmi sul laestadianesimo, sui padri della guerra e sulla stessa Yle, tanto che nacque la tradizionale provocazione "Siikala, Siikala, näytä sakses, onko huomenna show’ta" (in italiano: "Siikala, Siikala, fammi vedere se c'è un programma domani"). Nel palinsesto figura il grande sceneggiato Rauta-aika che vinse il Prix Italia nel 1983. Siikala iniziò a orientare la produzione di fiction del canale, allontanandola dai programmi singoli e orientandola verso i drammi, e fu l'inizio della produzione di serie drammatiche popolari sul secondo canale. Nel 1986, TV2 iniziò a essere visibile anche nella Lapponia settentrionale.

### 1990-presente: dalla riforma dei canali
A Siikala è succeduto Arne Wessberg dei socialdemocratici, che ha guidato il canale attraverso la grande riforma dei canali finlandesi del 1990-1994, ed è stato poi eletto amministratore delegato di Yleisradio dopo Reino Paasilinna.
La riforma dei canali del 1993 ha enfatizzato la "provincialità" del secondo canale: la produzione di programmi è stata trasferita da Tohlopi a Vaasa (compresi i servizi religiosi), Jyväskylä (il programma giovanile Lievä kuume), Kuopio (il programma per famiglie Missä mennään?) e Oulu (il programma macabro per bambini Pikku posteljooni), e tutte le attività televisive regionali di Yle sono state rilevate da TV2. Anche la programmazione sportiva fu quasi interamente trasferita a TV2, con l'eccezione dei notiziari di TV1. Un paio di anni dopo, la distinzione tra il primo canale ed il secondo fu sempre più chiarita sotto la guida del direttore di TV2 Heikki Lehmusto, cosicché l'attenzione del secondo canale iniziò a spostarsi su film, serie televisive e altri programmi di intrattenimento.
I programmi di intrattenimento più popolari di TV2 negli anni '90 comprendevano le riflessioni personali di Markus Kajo, il quiz di coppia Tuttu Juttu di Timo Koivusalo e la serie di sketch Kummeli con i suoi vari spin-off.

### 2012-presente: calo di popolarità e sport in aumento
Il profilo di Yle TV2 è stato nuovamente rinnovato all'inizio del 2012, pochi mesi prima del restyling di Yle. Il canale ha annunciato che si sarebbe concentrato sui giovani e sui giovani adulti, mentre in precedenza era diventato noto come canale per persone di mezza età e più anziane. Ad esempio, le trasmissioni di Kesäillan valssi e Mansikkapaikka sono state interrotte, il Dokumenttiprojekti, Inhimillinen tekijä, Seitsemäs taivas e Seinäjoen tangomarkkinat sono stati trasferiti a TV1, il festival Sata-Häme Soi ha cessato di andare in onda e il tradizionale concorso di qualificazione all'Eurovision Song Contest (Suomen euroviisukarsinta), che si teneva dal 1961, è stato sostituito dall'Uuden Musiikin Kilpailu.
La prima serie drammatica realizzata in linea con il nuovo profilo di Kakkonen è stata Kimmo, andata in onda nell'autunno 2012. Anche i programmi di realtà, come Teiniäidit e Paluumuuttajat, che racconta la storia di famiglie che tornano nella Carelia settentrionale, riflettono la nuova programmazione del canale. Nel 2015, il profilo del canale è stato ulteriormente ringiovanito quando i programmi di discussione di Anne Flinkkilä e Maarit Tastula sono stati spostati sul canale numero uno. Il programma di attualità Ajankohtainen kakkonen, trasmesso dal 1969, è stato chiuso alla fine del 2015.
Dopo i tagli ai contenuti di TV2 nel 2012 e nel 2015, gli ascolti e la popolarità di Kakkonen sono calati in modo significativo. Mentre nel 2010 il canale era seguito da circa un quinto dei finlandesi, nel 2012 lo share era del 13,2% e l'anno successivo dell'11,9% e nel 2017 dell'11,3%. Le riforme hanno ricevuto molte critiche da parte degli spettatori. Nel gennaio 2019, Yle ha spostato l'unico telegiornale di TV2 su TV1, ponendo fine ai quasi 54 anni di attività di TV2 come canale di informazione. La mossa è stata giustificata dal fatto che le trasmissioni sportive del canale spesso spostavano l'orario di inizio dei notiziari.
Yle TV2 HD è stato lanciato il 28 gennaio 2014.
Dopo tutti i cambiamenti, gli eventi sportivi e i programmi per bambini hanno la fetta più consistente della programmazione di Yle TV2. La quota di sport sul canale è aumentata ulteriormente con l'acquisizione da parte di Yle dei diritti per la trasmissione del Campionato mondiale di rally per la stagione 2019.
Di notte, quando non c'è altra programmazione, TV2 trasmette la finestra informativa Uutisikkunaa.

## Programmazione
La programmazione di Yle TV2 si concentra su programmi per bambini, ma soprattutto programmi sportivi, tra cui i campionati del mondo di atletica leggera e quelli di sci nordico che sono stati, rispettivamente, il primo e il secondo programma più visti della rete nel 2023; anno in cui lo share del canale è stato del 12,9%.
Nel palinsesto del canale si può trovare anche il concorso annuale di qualificazione all'Eurovision Song Contest, l'Uuden Musiikin Kilpailu.

## Direttori
| Anni          | Direttore        |
| ------------- | ---------------- |
| 1965-1974     | Hannu Leminen    |
| 1975          | Pertti Paloheimo |
| 1976-1979     | Eero Härkönen    |
| 1980-1989     | Tapio Siikala    |
| 1990-1994     | Arne Wessberg    |
| 1994-1998     | Arto Hoffrén     |
| 1999-2001     | Jyrki Pakarinen  |
| 2002-2006     | Päivi Kärkkäinen |
| 2006-2010     | Ilkka Saari      |
| 2011-2013     | Timo Järvi       |
| 2013-2019     | Riku Saaranluoma |
| 2019-presente | Sasha Ikonen     |

## Loghi

Logo usato dal 2005 al 2007
Logo usato dal 2007 al 2012
In uso dal 5 marzo 2012
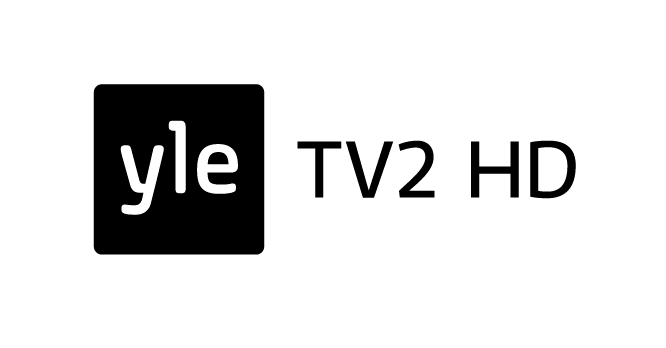
Logo del canale HD dal 2012